# Aeropuerto de Varsovia-Radom

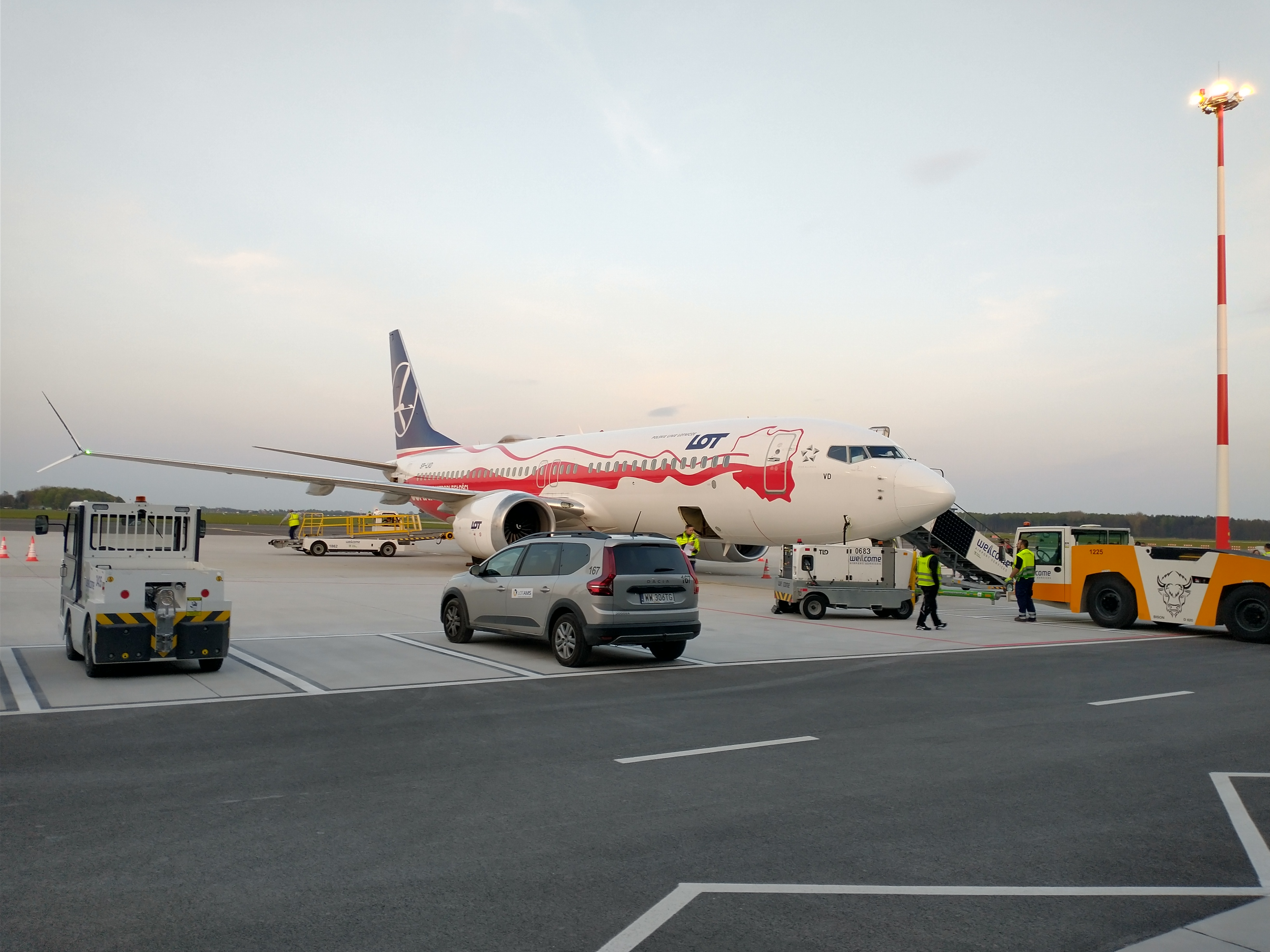
Boeing 737 en el aeropuerto de Varsovia-Radom

El Aeropuerto de Varsovia-Radom (en polaco: Port Lotniczy Warszawa-Radom im. Bohaterów Radomskiego Czerwca 1976 roku) - el aeropuerto se estableció en la década de 1920 y actualmente es utilizado tanto por el Ejército como para uso civil. La adaptación del aeropuerto para las necesidades civiles comenzó en 2012. En mayo de 2014, el aeropuerto de Radom ingresó en el Registro Nacional de Aeropuertos Civiles. En 2023, se completó la construcción de una nueva terminal, que es la construcción más moderna de este tipo en Polonia y está preparada para aceptar 3 millones de pasajeros al año (con la posibilidad de expandirse hasta 9 millones de pasajeros). La ruta reconstruida inicialmente se ha extendido a 2500m y junto con la nueva pista de estacionamiento permite la operación de aviones utilizados por líneas de bajo coste como Boeing 737, Airbus A320 y A321Neo.
La ayuda principal de navegación es un sistema de aterrizaje preciso (ILS) de la categoría ILS II, que permite aterrizar en función de los instrumentos cuando la visibilidad cae hasta 300 metros. Solo seis aeropuertos en Polonia tienen un sistema similar: Modlin, Wrocław, Rzeszów, Lublin, Katowice y Gdańsk, y la categoría más alta solo el aeropuerto Chopin en Varsovia. Dicho aeropuerto fue el primero en Polonia, con un sistema de luz de pista completamente basado en fuentes de luz LED.
Cerca del aeropuerto, se encuentran las carreteras internacionales E77 (DK7/S7) y E371 (DK9), y nacionales (DK12/S12), así como líneas ferroviarias que conducen a Varsovia, Cracovia, Łódź y Lublin. La construcción de la parada del ferrocarril Radom Este está en marcha, lo que contribuirá a una mejor comunicación del aeropuerto.